# John Aniston
 (juillet 2008).
Si vous disposez d'ouvrages ou d'articles de référence ou si vous connaissez des sites web de qualité traitant du thème abordé ici, merci de compléter l'article en donnant les références utiles à sa vérifiabilité et en les liant à la section « Notes et références ».
Pour les articles homonymes, voir Aniston.
John Aniston, de son vrai nom Ioánnis Antónios Anastasákis (en grec moderne : Ιωάννης Αντώνιος Αναστασάκης),  né le 24 juillet 1933 à La Canée (Crète, Grèce) et mort le 11 novembre 2022 dans le comté de Los Angeles, est un acteur américain d'origine grecque.

## Biographie

### Jeunesse
John Aniston est né le 24 juillet 1933.

### Carrière
Il est connu pour son rôle de Victor Kiriakis dans le feuilleton américain Des jours et des vies qu'il tient de 1985 à 2022.
Il a également fait une apparition dans un épisode de Gilmore Girls.

### Vie privée
Il est marié à Nancy Dow de 1965 à 1981. Ils ont eu une fille, l'actrice Jennifer Aniston. Il se marie de nouveau en 1984, avec Sherry Rodney. Le couple a un fils, Alex Aniston.
Il fut le meilleur ami de l'acteur Telly Savalas.[réf. nécessaire]

### Mort
Il meurt le 11 novembre 2022.

## Filmographie

### Cinéma
- 1963 : Une certaine rencontre : Birdman of Macy's (non crédité)
- 1968 : The Shakiest Gun in the West : Indian (non crédité)
- 2008 : Fixing Rhonda : Detective Macomas
- 2008 : The Awakening of Spring : Mr. Gable
- 2009 : The Gold & the Beautiful : Gerard Benedict
- 2014 : Un berceau sans bébé : Ned

### Courts-métrages
- 2007 : Order Up

### Télévision

#### Séries télévisées
- 1951 : Love of Life : Eddie Aleata (1975-1978)
- 1962 : 87th Precinct : Officer #1
- 1964 : Combat! : Greek #2
- 1967 : Accidental Family
- 1967 : Les Espions : Economides
- 1968 : Le Virginien saison 7 épisode 08 (Ride to Misadventure) : Frank West
- 1969 : Mission impossible : First IMF Capitaine
- 1970 : That Girl : Phil Harvey
- 1974 : Kojak : Webster / Dancik
- 1980-1984 : Search for Tomorrow : Martin Tourneur
- 1985 : Supercopter : Colonel Arturo Alzar
- 1985-2022 : Des jours et des vies : Victor Kiriakis
- 1997 : Diagnostic: meurtre : Carlton Everest
- 1997 : Fired Up : Gordon
- 1999 : Los Angeles Heat : Alex Zota
- 2001 : Star Trek: Voyager : Quarren Ambassador
- 2002 : Gilmore Girls : Douglas Swope
- 2002 : À la maison blanche : Alexander Thompson
- 2003 : My Big Fat Greek Life : Constantine Christakos
- 2004 : Mes plus belles années : John Victor
- 2007 : Journeyman : Merrit Ambaucher
- 2008 : Worst Week : Jim
- 2009 : Cold Case: Affaires classées : Herbert 'Wolf' James '09
- 2010 : Mad Men : Wallace Harriman
- 2011 : The Paul Reiser Show : Harold Melon

#### Téléfilms
- 1968 : Now You See It, Now You Don't : Achmed
- 1993 : Night Sins : Victor Kiriakis
- 2007 : La Malédiction des sables : Nigel Barrington